# Улам, Адам
Ада́м Бру́но У́лам (англ. Adam Bruno Ulam) (8 апреля 1922, Львов, Польша — 28 марта 2000) — американский советолог. Профессор истории, политических наук и государственного права Гарвардского университета, автор книги «Идеологии и иллюзии». Член Американского философского общества (1989).

## Биография
Адам Улам родился 8 апреля 1922 года в городе Львове (Польша) в еврейской семье. В 1939 году, после окончания средней школы, переехал в США, чтобы поступить в колледж. Это было за несколько дней до немецкого вторжения в Польшу. Вся его семья, за исключением его брата Станислава Улама, математика и участника Манхэттенского проекта, погибла в Холокосте. После того, как США вступили в войну, Адам попытался поступить на службу в армию, но получил отказ как «… имеющий родственников, проживающих на территории противника», а позже, после второй попытки, из-за близорукости.
Он учился в Брауновском университете, окончил его в 1943 году. В 1949 году стал гражданином США. С 1947 года преподавал историю СССР и России в Гарвардском университете. С 1959 года стал профессором в области истории, философии и политических наук. Преподавал историю и политические дисциплины. Был научным сотрудником в Центре международных исследований в Массачусетском технологическом институте (1953—1955). Стал советологом и одним из ведущих американских специалистов по истории СССР и российско (советско)-американским отношениям. В 1980 году был советником кандидата на пост президента США Р. Рейгана.
Умер от рака лёгких 28 марта 2000 года, в возрасте 77 лет.

## Личная жизнь
В 1963 году Адам Улам женился на Мэри Гамильтон (Molly) Burgwin. В браке у них было два сына, Александр и Иосиф. Супруги развелись в 1991 году, но вскоре вновь сошлись, когда Молли много сделала, для того, чтобы находиться рядом с мужем во время его болезни.

## Работы (избранное)
- Bolsheviks: The Intellectual and Political History of the Triumph of Communism in Russia (1965)
  - Большевики. Причины и последствия переворота 1917 года. — Центрполиграф, 2004. — 512 с. — ISBN 5-9524-1112-6.
- Communists: The Intellectual and Political History of Communism
- Communists: The Story of Power and Lost Illusions, The (1992)
- Dangerous Relations: Soviet Union in World Politics, 1970—82 (1983)
- Expansion and Co-existence, The History of Soviet Foreign Policy, 1917—67 (1968)
- Fall of the American University (1972)
- A History of Soviet Russia (1997)
- In the Name of the People.
- Ideologies and Illusions: Revolutionary Thought from Herzen to Solzhenitsyn (1976)
- The Kirov Affair (1988) — роман.
- Lenin and the Bolsheviks.
- Patterns of Government, with Samuel H. Beer, Harry H. Eckstein, Herbert J. Spiro, and Nicholas Wahl (1958)
- Prophets and Conspirators in Prerevolutionary Russia.
- Rivals. America and Russia since World War II, The (1971)
- Russia’s Failed Revolutions.
- Stalin: The Man and His Era (1973)
- Titoism and the Cominform (1952)
- Understanding the Cold War: A Historian’s Personal Reflections — мемуары.
- Unfinished Revolution, The (1960)